# Polskie Towarzystwo Energetyki Słonecznej
Polskie Towarzystwo Energetyki Słonecznej (PSES) – założone w 1994 stowarzyszenie którego celem jest promowanie idei wykorzystania energii słonecznej.
Stowarzyszenie ma charakter dobrowolny i samorządowy o celach niezarobkowych. Działa na podstawie przepisów obowiązującego prawa o stowarzyszeniach i zarejestrowanego sądownie Statutu. Towarzystwo ma osobowość prawną, a jego działalność opiera na społecznej pracy członków. Siedzibą stowarzyszenia jest Instytut Techniki Cieplnej Politechniki Warszawskiej.
Towarzystwo jest członkiem Międzynarodowego Stowarzyszenia Energetyki Słonecznej i jego regionalnej europejskiej agentury ISES Europe.
Towarzystwo wydaje kwartalnik Polska Energetyka Słoneczna.